# Panini Comics
Panini Comics est une maison d'édition italienne consacrée aux comics, filiale du groupe Panini. Elle est notamment présente en France, Brésil, Allemagne, Espagne, Italie, Mexique et Royaume-Uni. Elle publie également des mangas à travers les labels Planet Manga (Italie, Brésil) et Panini Manga (France, Espagne, Allemagne, Mexique).

## Histoire

### En France
En janvier 1997, la société Panini, par l'entremise de sa marque Marvel France obtient la licence Marvel Comics pour une traduction et une publication des comic-books de l'éditeur américain en France. En février 1997, cinq titres sont proposés en kiosques : Avengers n°1, Marvel n°1, Silver Surfer n°1, Spider-Man n°1 et X-Men n°1 pour lancer la franchise. Ces cinq titres ont tous bénéficié d'une couverture effet adamantium métallisé. Suivront de nouveaux magazines au format VI qui prendront la suite de certains titres publiés par le précédent éditeur français de Marvel, SEMIC. 
La société Marvel France, depuis renommée Panini Comics France, a pour siège Saint-Laurent-du-Var. Elle est dirigée depuis lors par Sébastien Dallain.

### Années 2000

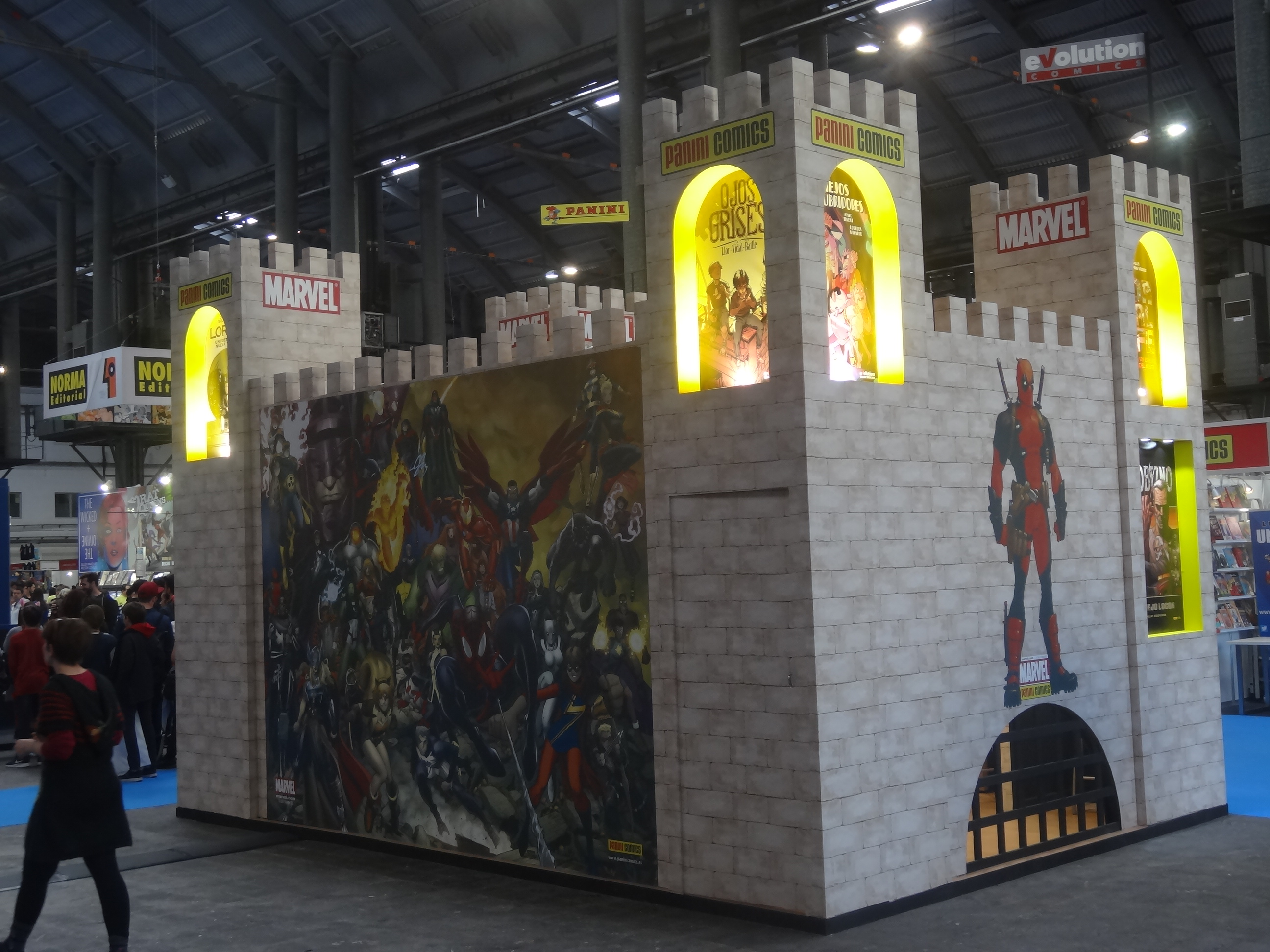
Stande de Panini Comics à la Saló del Còmic de Barcelona (convention de comcis barcelonaise) en 2017.

Panini a depuis étendu sa gamme à d'autres personnages de l'univers Marvel. En plus de Essential X-Men et Astonishing Spider-Man, il y a eu Wolverine Unleashed, dans lequel le comic solo de Wolverine a été réimprimé. Le comics a été publié pendant 54 numéros avant d'être renommé Wolverine and Gambit pour permettre la réimpression de la série Gambit, puis Wolverine and Deadpool. Marvel Heroes Reborn sort en 1997, afin de présenter la nouvelle saga Heroes Reborn et d'élargir la gamme de personnages de Marvel UK. Il n'était initialement publié qu'avec deux bandes (soit 56 pages), mais il est passé à 76 pages (généralement 3 bandes) à partir du numéro 17. Ce titre n'a pas duré longtemps en raison de la baisse constante des ventes, et a finalement été annulé en 2000.
Les titres ultérieurs comprennent Avengers United (remplacé plus tard par Avengers Unconquered), Fantastic Four Adventures, Marvel Legends avec Captain America, Iron Man et Thor, un nouveau The Mighty World of Marvel ainsi que l'introduction du label Ultimate Marvel, composé d'Ultimate Spider-Man et X-Men (qui était à l'origine deux titres, qui ont fusionné car la réimpression des histoires était trop rapide pour que Marvel US puisse les imprimer) et Ultimate Fantastic Four (annulé en raison des faibles ventes, et parce qu'il n'avait que quelques numéros de retard sur le titre américain à la fin).
En mars 2006, Marvel Entertainment et Panini S.p.A. annoncent qu'ils avaient « renouvelé et étendu leur accord d'édition en vertu duquel Panini conserve une licence principale pour la production de versions traduites des comics Marvel pour l'Europe et certains pays d'Amérique latine. Le nouvel accord comprend une expansion majeure des projets éditoriaux dans lesquels Panini créera de nouveaux contenus sous la supervision créative de Marvel ». Cela a fait d'eux le « détenteur de la licence principale » pour l'Europe et certaines parties de l'Amérique latine et a conduit au développement de titres non anglophones avec Marvel, y compris Wolverine : Saudade, de Jean-David Morvan et Philippe Buchet, et Daredevil and Captain America : Dead on Arrival, de Tito Faraci et Claudio Villa. 

### Années 2010
En octobre 2016, Panini Comics France s'associe avec Sequencity, librairie de bande dessinée numérique, afin de publier en ligne son catalogue Marvel Comics.

### Années 2020
Chaque mois, Panini Comics France édite désormais ses séries phares dans un double format : softcover (reliure souple) et hardcover (édition cartonnée). C'est le cas pour les séries X-Men (Dawn of X, X of Swords, Reign of X, Hellfire Gala...), Star Wars (War of the Bounty Hunters, Crimson Reign...) et les crossovers événementiels (Empyre, King of Black...). Les éditions cartonnées sont généralement tirées à 999 exemplaires.

## Publications en France

### Comics
- Aliens versus Predator
- Ash
- BoneRest
- Dark Minds
- Digimon (2001-2004)
- Dylan Dog
- E.V.E. ProtoMecha
- F5
- Génération Comics présente
- Grendel
- Judgment Day
- Kaboom!
- Kabuki
- Littlest Pet Shop
- Monster High
- My Little Pony
- Neon Cyber
- Painkiller Jane
- Scoody-Doo
- Shadowman
- Soul Saga
- Star Wars : Episode I (en coédition avec Delcourt)
- Sunstone
- Supreme
- The Tenth
- Warlands

### Marvel

#### En kiosque
- Avengers
- Avengers Hors Série
- Avengers Universe
- Uncanny Avengers
- Iron Man
- Spider-Man
- Spider-Man Universe
- Spider-Man Classics
- X-Men
- X-Men Universe
- X-Men Universe Hors Séries
- X-Men Extra
- X-Men Classics
- Wolverine
- Deadpool
- Marvel Knights
- Marvel Saga
- Ultimate Universe

#### En librairie
- Marvel 1602
- Les Fugitifs
- Spider-Man
- Thor
- Marvel Zombies
- Kick Ass
- Collection 100% Marvel
- Collection Best comics
- Collection Best of Marvel
- Collection Intégrale
- Collection Marvel Absolute
- Collection Marvel Dark
- Collection Marvel Deluxe
- Collection Marvel Gold
- Collection Marvel Graphic Novels
- Collection Marvel Icons
- Collection Marvel Kids
- Collection Marvel Monster Editions
- Collection Marvel Now
- Collection Marvel Omnibus
- Collection Marvel Select

#### Dynamite Entertainment
- The Boys

### Mangas

Logo de la collection.

|  | (en rose pâle dans la liste qui suit) : mangas, manhuas ou manhwas dont la commercialisation a été arrêtée |